# Умершие в июле 2014 года
Это список известных людей, соответствующих установленным критериям значимости (см. Википедия:Критерии значимости персоналий), умерших в июле 2014 года.
Причина смерти указывается лишь в исключительных случаях (убийство, самоубийство, гибель в результате военных действий, смертная казнь, ДТП или несчастные случаи). В остальных случаях — не указывается.

## 31 июля
- Вагнер, Дик (71) — американский рок-гитарист[1].
- Гёгебакан, Мурат (45) — турецкий рок-певец[2].
- Гонсеница-Гронь, Францишек (82) — польский лыжник-двоеборец, бронзовый призёр зимних Олимпийских игр в Кортина-д’Ампеццо (1956)[3].
- Угаров, Юрий Иванович (86) — советский и российский театровед и педагог, заслуженный работник культуры Российской Федерации (2005)[4].

## 30 июля
- Баранов, Виктор Фёдорович (63) — украинский писатель, председатель Национального союза писателей Украины (2011—2014)[5].
- Грондона, Хулио (82) — аргентинский футбольный чиновник; президент Ассоциации футбола Аргентины и вице-президент ФИФА[6].
- Дашук, Владимир Викторович (51) — советский и белорусский кинорежиссёр-документалист, сын режиссёра-документалиста Виктора Дашука[7]
- Дрю, Роберт (90) — американский режиссёр, продюсер, журналист, основоположник американского экспериментального направления «прямое кино» (англ. direct cinema)[8].
- Рёдер, Манфред (85) — немецкий адвокат, террорист, отрицатель Холокоста[9].
- Смит, Дик (92) — американский художник-гримёр, обладатель премий «Оскар» (1985, 2012)[10].
- Фароки, Харун (69) — немецкий кинорежиссёр и сценарист, выходец из Чехословакии[11].
- Яхонтова, Маргарита Викторовна (79) — советский и армянский театральный критик и деятель культуры, заслуженный деятель искусств Армении[12].

## 29 июля
- Алексеев, Вячеслав Васильевич (74) — советский футболист, игрок клубов «Спартак» (Орёл) и «Молдова» (Кишинёв)[13].
- Визгалов, Денис Валерьевич (40) — российский урбанист[14].
- Галицкий, Владимир Михайлович (51) — украинский бизнесмен и государственный деятель, руководитель Государственной службы занятости Украины (2003—2005, 2006—2012)[15].
- Газлини, Джорджо (84) — итальянский джазовый пианист, дирижёр и композитор[16].
- Гильден, Мати (72) — советский эстонский футболист[17].
- Иглесиас, Мария Антония (69) — испанская писательница[18].
- Кишш, Петер (55) — венгерский политик, министр по социальным вопросам и труду (2006—2007)[19].
- Райд, Каарин (71) — советская и эстонская актриса и театральный режиссёр[20].
- Шатина, Зинаида Григорьевна (77) — советский и российский деятель культуры и организатор кинопроизводства, директор кинотеатра «Иллюзион» (1970—1982), заслуженный работник культуры Российской Федерации (1998)[21].

## 28 июля

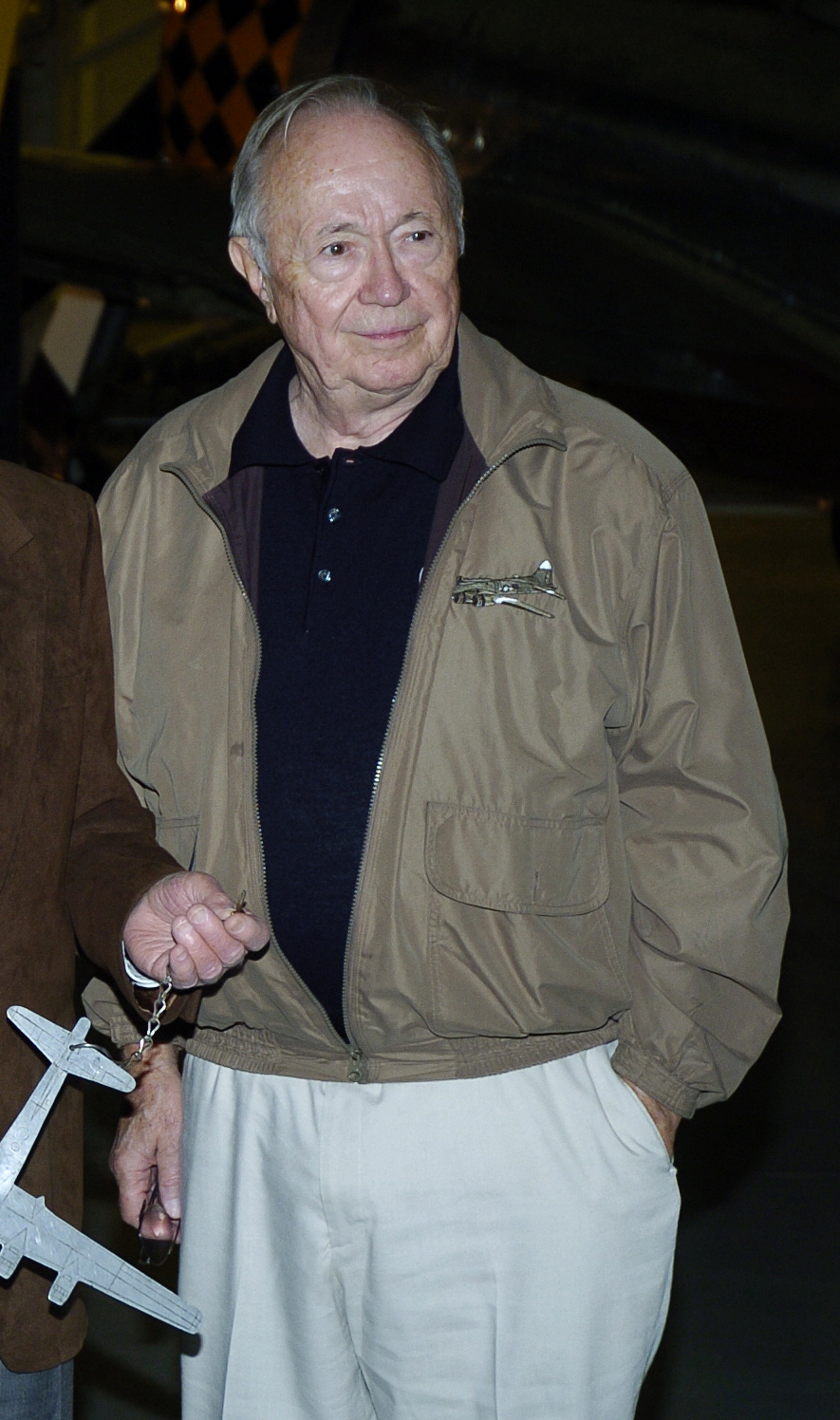
Теодор Ван Кирк

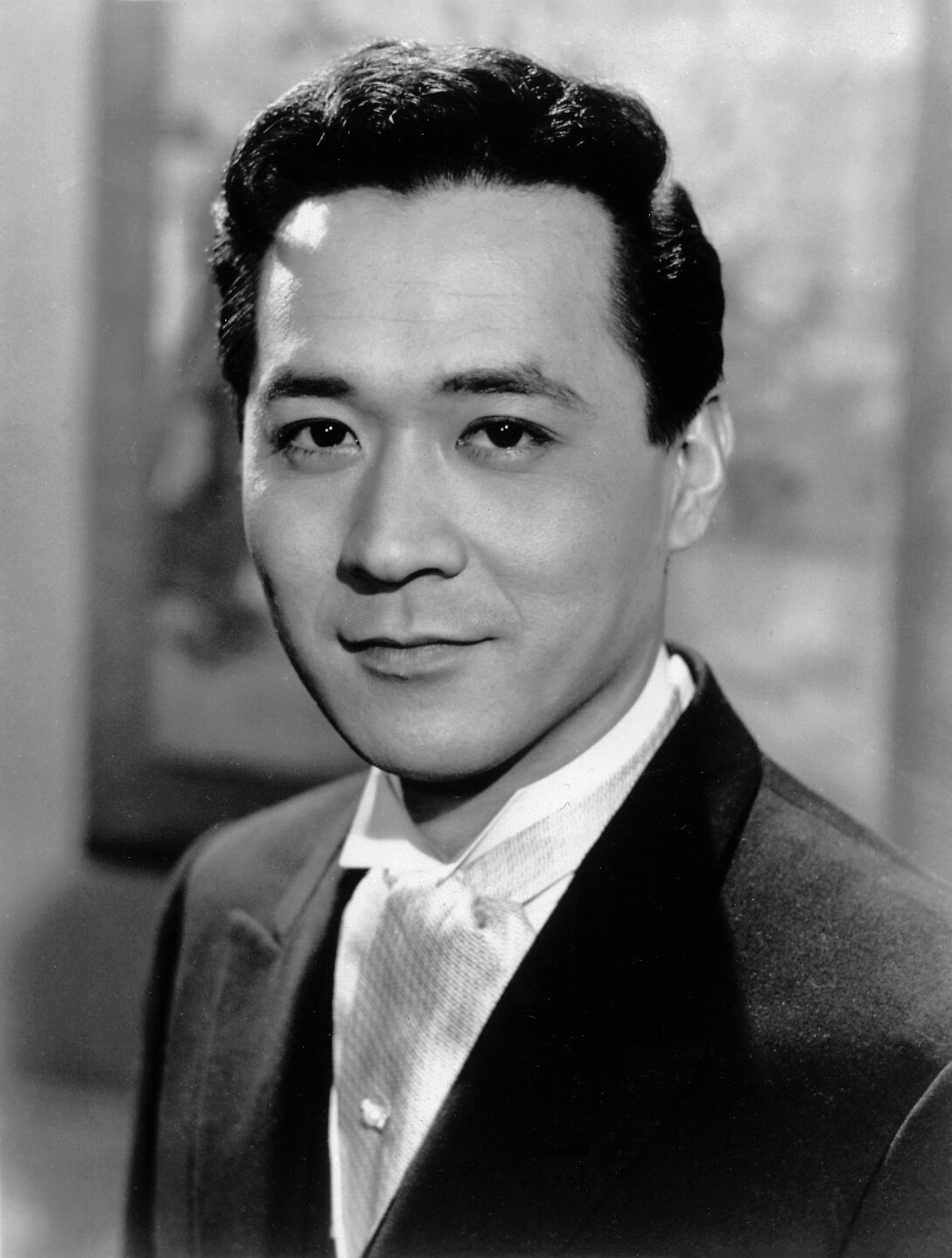
Джеймс Шигета

- Ван Кирк, Теодор (93) — американский военный лётчик, капитан; последний член экипажа американского бомбардировщика В-29 «Энола Гэй», сбросившего в 1945 году атомную бомбу на Хиросиму[22].
- Волгин, Герман Юрьевич (51) — советский и российский хоккеист, выступавший на позиции нападающего[23].
- Ишенин, Юрий Михайлович (62) — советский и российский хирург, доктор медицинских наук, профессор, разработавший новые методы лечения ишемической болезни[24].
- Лоуренс, Торрин (25) — американский легкоатлет, чемпион мира в эстафете 4×400 метров (2014); ДТП[25].
- Мамедов, Алекпер Амирович (84) — советский азербайджанский футболист и тренер, нападающий. Заслуженный мастер спорта СССР (1960), Заслуженный тренер СССР (1990)[26].
- Серов, Сергей Георгиевич (65) — российский художник[27].
- Слёта, Иван Михайлович (76) — советский и украинский деятель культуры, художественный руководитель и главный дирижёр Полесского академического ансамбля песни и танца «Ленок», автор песен; народный артист Украинской ССР (1979)[28].
- Форбс, Алекс (89) — шотландский футболист, выступавший за клуб «Арсенал» (1948—1956)[29].
- Шамшев, Кирилл Николаевич (88) — советский и российский учёный и конструктор, Герой Социалистического Труда (1991)[30].
- Шигета, Джеймс (81) — американский киноактёр, лауреат премии «Золотой глобус» (1960)[31].
- Шулгайте, Эугения Клеменсовна (91) — советская литовская актриса театра и кино («Никто не хотел умирать»), заслуженная артистка Литовской ССР (1960)[32].

## 27 июля
- Джонс, Уоллес (88) — американский баскетболист, чемпион летних Олимпийских игр в Лондоне (1948)[33].
- Дурнайкин, Геннадий Геннадиевич (52) — российский киноактёр, член театральной академии Бельгии[34].
- Маркизано, Франческо (85) — итальянский кардинал, Генеральный викарий Ватикана (2002—2005), Председатель Кадровой службы Святого Престола (2005—2009)[35].

## 26 июля
- Бабаев, Олег Мейданович (48) — украинский экономист, политик, предприниматель, футбольный функционер; мэр Кременчуга (2010—2014); убийство[36].
- Верхаверт, Роланд (87) — бельгийский режиссёр, лауреат Берлинского кинофестиваля (1974)[37][38].
- Делласантина, Анж (80) — французский футболист[39].
- Прокофьев, Сергей Олегович (60) — один из лидеров мирового антропософского движения, один из основателей возрождённого Российского антропософского общества, член исполнительного комитета Всемирного антропософского общества (с 2001 года), внук С. С. Прокофьева[40].
- Редлер, Тьерри (56) — французский актёр[41].
- Спаллоне, Дарио (91) — итальянский врач и общественный деятель, ветеран итальянского Движения Сопротивления[42].

## 25 июля
- Аревшатян, Сен Суренович (86) — советский и армянский философ и историк, директор Матенадарана (1982—2007); лауреат Государственной премии Армянской ССР (1978)[43].
- Бергонци, Карло (90) — итальянский оперный певец (тенор)[44].
- Гринберг Алан (86) — американский бизнесмен, генеральный директор «Bear Stearns» (1978—1993)[45].
- Емелин, Анатолий Николаевич (72) — советский хоккеист и тренер, игрок клуба «Салават Юлаев» (1962—1971), отец хоккейного тренера Анатолия Емелина-младшего[46].
- Ильхан, Чолпан (77) — турецкая актриса[47][48]
- Кауфман, Бел (103) — американская писательница («Вверх по лестнице, ведущей вниз») и педагог, внучка Шолом-Алейхема[49].
- Лежава, Джумбер Давидович (75) — грузинский путешественник, педагог и общественный деятель; инсульт[50].
- Моторина, Надежда Викторовна (61) — российская поэтесса, член Союза писателей России (с 2008 года); инсульт[51].

## 24 июля
- Ардер, Яан (62) — эстонский певец и музыкант, выступавший в группах «Hortus Musicus», «Апельсин»[52].
- Крыжановский, Ростислав Александрович (66) — советский и украинский ученый в области океанологии, экономики морского природопользования[53].
- Макгерити, Рон (60) — американский велосипедист-путешественник; ДТП[54]
- Мартин, Уолт (69) — американский звукооператор (sound mixer), дважды номинант на премию «Оскар» («Флаги наших отцов», «Снайпер»)[55].
- Мещанчук, Игорь Евгеньевич (51) — спортивный директор Российской футбольной премьер-лиги[56].
- Пэ Икхван (58) — южнокорейский скрипач[57] Архивная копия от 28 июля 2014 на Wayback Machine.
- Сидорович, Владислав (68) — польский политик, министр здравоохранения (1991)[58].
- Токтомушев, Алым (66) — советский и киргизский публицист, литературный критик, писатель и поэт, заслуженный деятель культуры Кыргызстана[59].
- Фальк, Кристиан[англ.] (52) — шведский эстрадный певец и продюсер, басист группы Imperiet; рак поджелудочной железы (о смерти стало известно в этот день)[60].
- Яхин, Рубикжан (58) — казахстанский деятель телевидения, режиссёр-кинодокументалист; главный режиссёр телеканала KAZsport[61].

## 23 июля

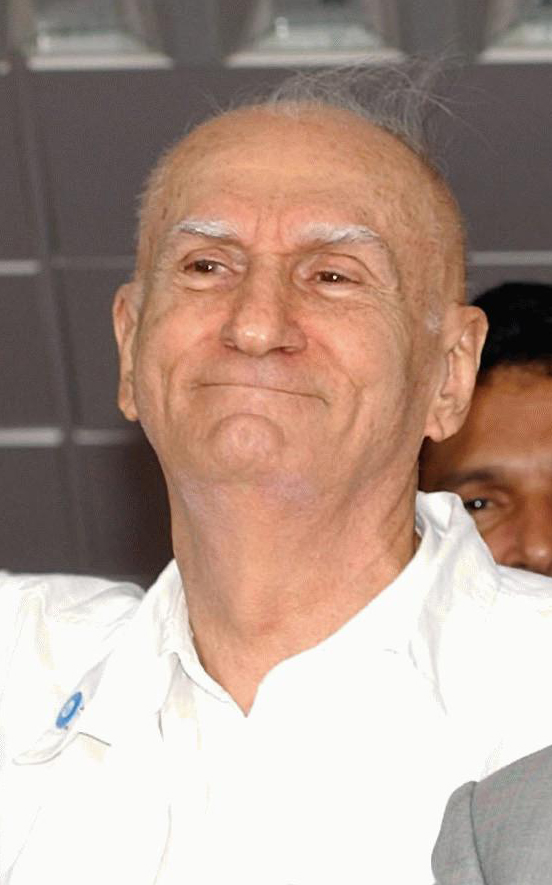
Ариану Суассуна

- Брайан, Дора (91) — британская актриса[62][63].
- Васильев, Юрий Николаевич (65) — советский футболист, выступавший за клуб «Салют-Энергия» (Белгород) (1968—1971, 1974 и 1976)[64].
- Джонс, Хелен (99) — американская пловчиха, чемпионка летних Олимпийских игр в Лос-Анджелесе (1932) в эстафете 4×100 метров вольным стилем, мировая рекордсменка[65].
- Каргин, Николай Васильевич (82) — советский животновод и механизатор колхоза «Гвардеец» Чувашской АССР, Герой Социалистического Труда (1966)[66].
- Ковшун, Вячеслав Михайлович (58) — украинский политик и общественный деятель; убийство (о смерти стало известно в этот день).
- Лейден, Джордан (96) — американский дирижёр, композитор и музыкант[67].
- Маринина, Ксения Борисовна (92) — деятель советского и российского телевидения, народная артистка России, автор и режиссёр передачи «Кинопанорама»[68].
- Солин, Анатолий Иванович (75) — советский и российский режиссёр-мультипликатор и иллюстратор, педагог[69].
- Суассуна, Ариану (87) — бразильский писатель[70].

## 22 июля
- Андреев, Пётр Андреевич (87) — советский и российский ученый, доктор химических наук, профессор, ректор Владимирского политехнического института (1970—1987)[71].
- Брайер, Йохан (89) — подозреваемый нацистский военный преступник времен Второй мировой войны, один из надзирателей Освенцима и Бухенвальда[72].
- Галушкин, Александр Юрьевич (54) — российский литературовед[73].
- Дейч, Евгения Кузьминична (93) — советский и российский литературовед и общественный деятель, вдова писателя и переводчика Александра Дейча[74].
- Маркова, Елена Викторовна (67) — советский и российский театровед, профессор СПбГАТИ, исследователь творчества и автор единственной в мире монографии о французском миме Марселе Марсо[75].
- Славинская, Нина Анатольевна (90) — советская и российская театральная актриса[76].
- Ширази, Ницан (43) — израильский футболист и тренер; рак[77].

## 21 июля
- Лукман, Рилвану (75) — нигерийский государственный деятель, министр нефти (1986—1990, 2008—2010), министр иностранных дел (1990), генеральный секретарь ОПЕК (1995—2000)[78].
- Мурсалимов, Сайбаттал (84) — советский и киргизский спортсмен-конник и тренер, тренер Александра Блинова[79].
- Петрик, Павел Петрович (88) — советский дипломат, Чрезвычайный и Полномочный Посол СССР в Демократической Республике Мадагаскар (1986—1989)[80].

## 20 июля

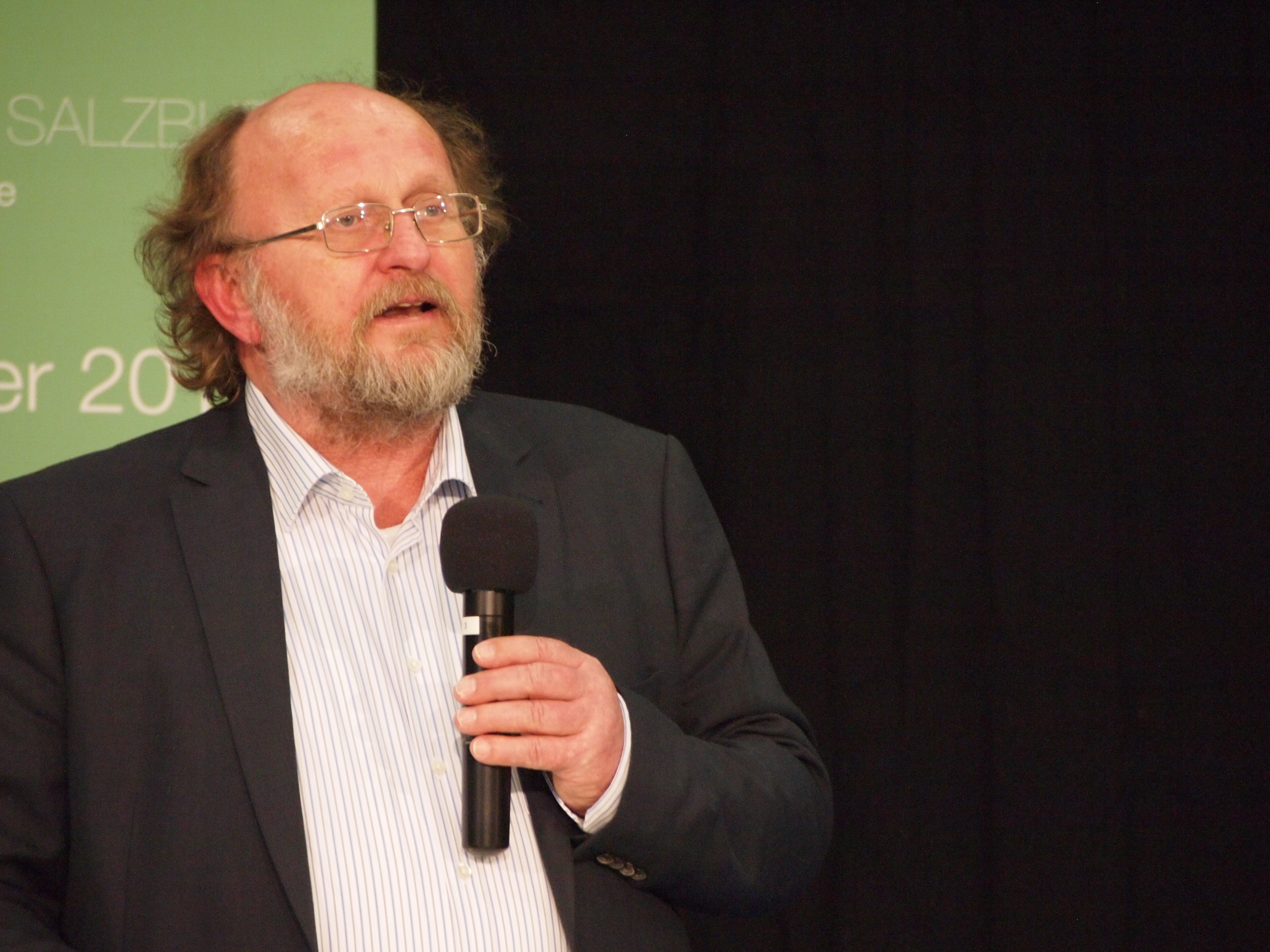
Клаус Шмидт

- Ангуло, Алекс (61) — испанский актёр («Лабиринт фавна», «День зверя»)[81][82].
- Атийе, Виктор (91) — американский политик, губернатор Орегона (1979—1987)[83].
- Ахтямов, Сабир Ахтямович (88) — стрелок противотанкового ружья (ПТР); участник Великой Отечественной войны, Герой Советского Союза (1945)[84].
- Бойко, Виктор Григорьевич (83) — советский партийный деятель, первый секретарь Днепропетровского обкома КП Украины (1983—1987)[85].
- Бонта, Ванна (56) — американская актриса итальянского происхождения[86].
- Каттер, Берндт (81) — финский пятиборец, бронзовый призёр летних Олимпийских игр в Мельбурне (1956)[87].
- Носков, Анатолий Иванович (86) — советский и российский ученый, экономист, краевед и литературовед, профессор, ректор Самарской государственной экономической академии (1970—1999)[88].
- Риттикрай, Панна (53) — таиландский киноактёр, кинорежиссёр, каскадёр и постановщик боевых сцен[89].
- Самотейкин, Евгений Матвеевич (85) — советский дипломат, Чрезвычайный и Полномочный Посол СССР в Австралии (1983—1990)[90].
- Уильямс, Босуэлл (88) — государственный деятель Сент-Люсии, генерал-губернатор Сент-Люсии (1980—1982)[91].
- Хайруллин, Анвар Назипович (66) — российский татарский писатель[92].
- Шмидт, Клаус (61) — немецкий археолог (Гёбекли-Тепе)[93].

## 19 июля

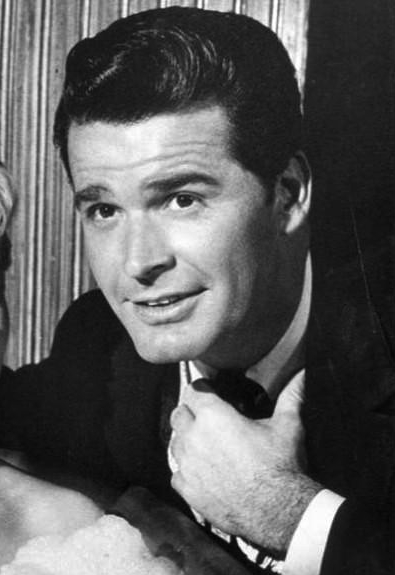
Джеймс Гарнер

- Алвис, Рубен (80) — бразильский писатель[94].
- Амрахоглу, Ариф (60) — азербайджанский писатель[95].
- Бартусяк, Скай Маккоул (21) — американская актриса[96].
- Гарнер, Джеймс (86) — американский актёр кино и телевидения, номинант на премию «Оскар», лауреат премий «Золотой глобус» (трижды) и «Эмми» (дважды) («Детский час», «Большой побег», «Дневник памяти»)[97].
- Гасанова, Муи Рашидовна (84) — советская и российская дагестанская эстрадная и фолк-певица, народная артистка Дагестанской АССР, заслуженная артистка РСФСР[98]
- Истон, Дэвид (97) — американский политолог[99].
- Марквардт, Питер (50) — американский актёр[100].
- Риддл, Джордж (78) — американский певец и актёр[101][102].
- Фазано, Джон (52) — американский сценарист («Другие сорок восемь часов», «Темнота наступает»), режиссёр и продюсер[103][104].
- Фербос, Лайонел (103) — американский джазовый трубач[105].
- Фетчер, Иринг[нем.] (92) — немецкий политолог[106].

## 18 июля
- Гаврилов, Михаил Борисович (87) — горско-еврейский писатель и поэт, заслуженный работник культуры Республики Дагестан (2009)[107].
- Карасёв, Александр Константинович (?) — президент Федерации скаутов России[108]
- Нурмырадова, Бягуль (43) — туркменский политик, заместитель председателя Кабинета Министров Туркменистана (2012—2014)[109].
- Пеливан, Юре (85) — хорватский политик, последний премьер-министр Социалистической Республики Босния и Герцеговина (1990—1992)[110].
- Рибейру, Жуан Убалду (73) — бразильский писатель, сценарист[111]
- Салагаев, Александр Леонидович (62) — советский и российский социолог, доктор социологических наук, профессор кафедры ГУИС Казанского государственного технологического университета[112].
- Шенхер, Дитмар (88) — австрийский актёр[113].

## 17 июля

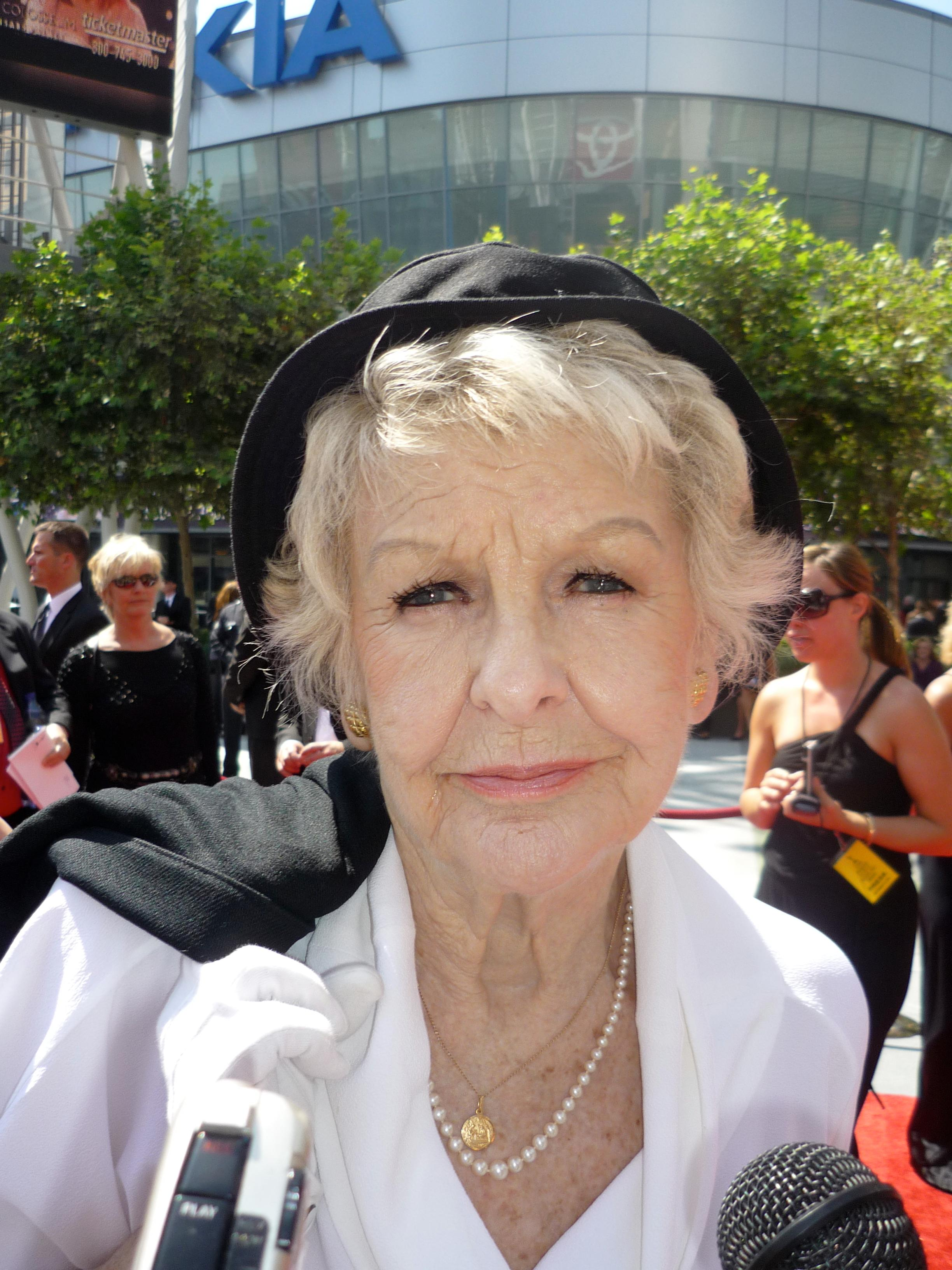
Элейн Стритч

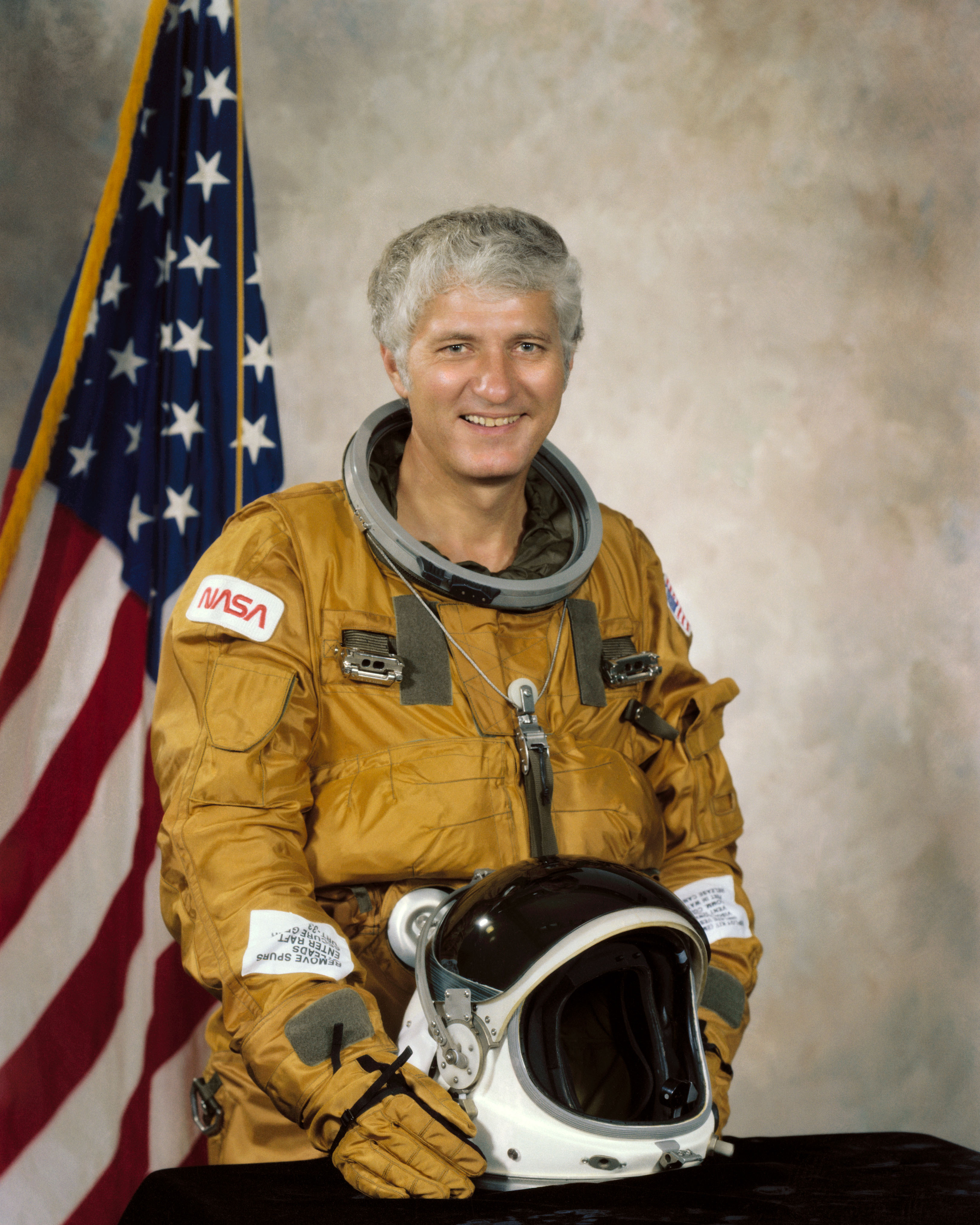
Генри Уоррен Хартсфилд

- Арустамов, Юрий Арменакович (80) — советский спортсмен (русские шашки), шашечный композитор. Чемпион СССР 1970 года по русским шашкам[114].
- Виттевен, Виллем (62) — нидерландский юрист и политик, член Сената Нидерландов (1999—2008, с 2013), авиакатастрофа под Донецком (2014)[115].
- Дэвисон, Лиам (56) — австралийский писатель; авиакатастрофа под Донецком (2014)[116].
- Кизино, Андрей (42) — белорусский актёр театра и кино, артист Минского ТЮЗа с 2002 года; клоун[117].
- Ланге, Юп (59) — нидерландский учёный-медик, президент Международного общества по борьбе со СПИДом (2002—2004), авиакатастрофа под Донецком (2014)[118].
- Мамян, Генрих Арамович (80) — советский и армянский живописец, Народный художник Армении (2010)[119].
- Малликен, Уильям (74) — американский пловец, чемпион летних Олимпийских игр в Риме (1960)[120].
- Пине, Отто (86) — немецкий художник[121].
- Путтер, Андрис (78) — южноафриканский военный деятель, командующий Военно-морскими силами Южно-Африканской Республики (1985—1989, 1989—1990)[122] Архивная копия от 20 июля 2014 на Wayback Machine.
- Сваринскас, Альфонсас (89) — литовский католический священник (монсеньор), в советское время — политзаключенный; полковник запаса Вооружённых сил Литвы[123].
- Стритч, Элейн (89) — американская актриса и певица, обладательница премии «Тони» и трёх премий «Эмми»[124].
- Тубелевич, Леонард Густавович (80) — советский и российский актёр театра и кино[125].
- Хартсфилд, Генри Уоррен (80) — американский инженер, астронавт НАСА[126].
- Ярошевский, Василий Александрович (82) — советский и российский учёный в области динамики летательных аппаратов, член-корреспондент РАН (1994)[127].

## 16 июля

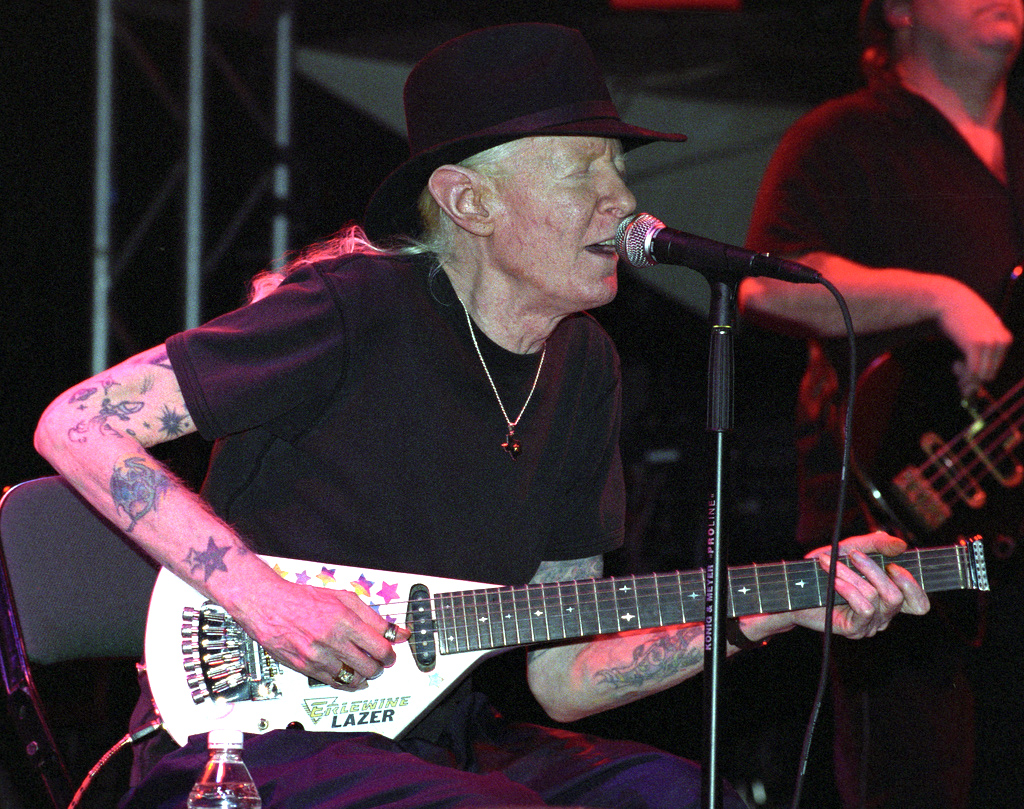
Джонни Винтер

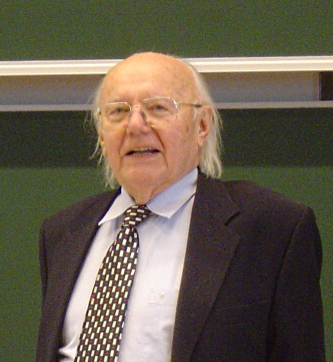
Хайнц Земанек

- Аббади, Хулио Сесар (83) — уругвайский футболист, нападающий национальной сборной Уругвая (1954—1966)[128].
- Альбрехт, Карл Ханс (94) — немецкий миллиардер, владелец сети магазинов Aldi[129].
- Болтынюк, Яна Витальевна (18) — жительница г. Калуга; убийство.
- Векверт, Манфред (84) — немецкий театральный режиссёр, президент Академии искусств ГДР (1982—1990)[130].
- Винтер, Джонни (70) — американский блюзовый музыкант, гитарист, певец[131].
- Журкин, Александр Николаевич (61) — российский художник[132].
- Завада, Богдан Алексеевич (35) — украинский военный, лейтенант, Герой Украины (2014, посмертно); погиб в ходе вооружённого конфликта на востоке Украины[133].
- Земанек, Хайнц (94) — австрийский компьютерный инженер, награждённый медалью «Пионер компьютерной техники» (1985) за компьютер Mailüfterl и компьютерные языки[134].
- Лагутин, Иван Васильевич (100) — советский и российский художник, фотограф, краевед. Основатель Павлодарского областного художественного музея, кавалер Ордена Парасат[135].
- Лезинский, Михаил Леонидович (83) — советский, украинский и израильский писатель, поэт, художник[136].
- Линецкий, Виталий Борисович (42) — украинский актёр театра и кино, ведущий артист Киевского академического театра драмы и комедии на левом берегу Днепра («День рождения Буржуя»); несчастный случай[137].
- Попова, Марина Константиновна (88) — советская, российская и якутская оперная певица; солистка Государственного театра оперы и балета имени Д. К. Сивцева — Суоруна Омоллооно (1946—2014), народная артистка Якутской АССР[138].
- Рыженко, Павел Викторович (43) — российский живописец, заслуженный художник России (2012)[139]
- Суворова, Маргарита Николаевна (75) — советская и российская эстрадная певица, народная артистка Якутии, народная артистка Удмуртии, народная артистка России (2003)[140].
- Функ, Ганс (61) — немецкий монтажёр[141].
- Шурмей, Шимон (91) — польский актёр, глава еврейского театра Варшавы (с 1969), режиссёр Идишского театра, президент социально-культурной ассоциации польских евреев[142].

## 15 июля
- Бернс, Джеймс Макгрегор (95) — американский историк и политолог, лауреат Пулитцеровской премии[143].
- Богатырь, Виктор Васильевич (77) — советский и украинский государственный деятель, председатель Днепропетровского областного совета (1992—1993)[144].
- Будинг, Эдда (77) — аргентинская и западногерманская теннисистка[145].
- Кицмаришвили, Эроси (49) — грузинский предприниматель и политик, основатель телеканала «Рустави-2»; посол Грузии в Российской Федерации (2008)[146].
- Ринчинов, Солбон Раднаевич (78) — советский и российский бурятский художник; народный художник Российской Федерации (1999), член-корреспондент Российской академии художеств[147].

## 14 июля
- Верона, Леопольдо[исп.] (82) — аргентинский актёр кино, театра и телевидения[148].
- Коучмэн, Элис (90) — американская спортсменка, чемпионка летних Олимпийских игр в Лондоне (1948) в прыжках в высоту[149].
- Рольф, Том (82) — американский монтажёр, лауреат премии «Оскар» (1984)[150].
- Троче, Орасио (79) — уругвайский футболист, игрок клубов «Насьональ» (1954—1962) и «Пеньяроль» (1963—1966)[151].
- Хейат, Джавад (89) — иранский хирург и тюрколог[152].
- Ферран, Вильма[исп.] (73) — аргентинская актриса кино, театра и телевидения[153].
- Хоффманн, Мартин Ричард (82) — американский политик, министр армии США (1975—1977)[154].
- Чурилов, Николай Яковлевич (79) — советский и украинский художник-постановщих анимационных фильмов, заслуженный художник Украины[155].
- Шинкаренко, Николай Фёдорович (83) — заслуженный тренер СССР по фехтованию[156].
- Шустиков, Игорь Владимирович (42) — белорусский футболист, выступавший за бобруйский клуб «Белшина»[157].
- Энгвер, Николай Николаевич (75) — советский и российский ученый, доктор экономических наук, народный депутат СССР[158].

## 13 июля

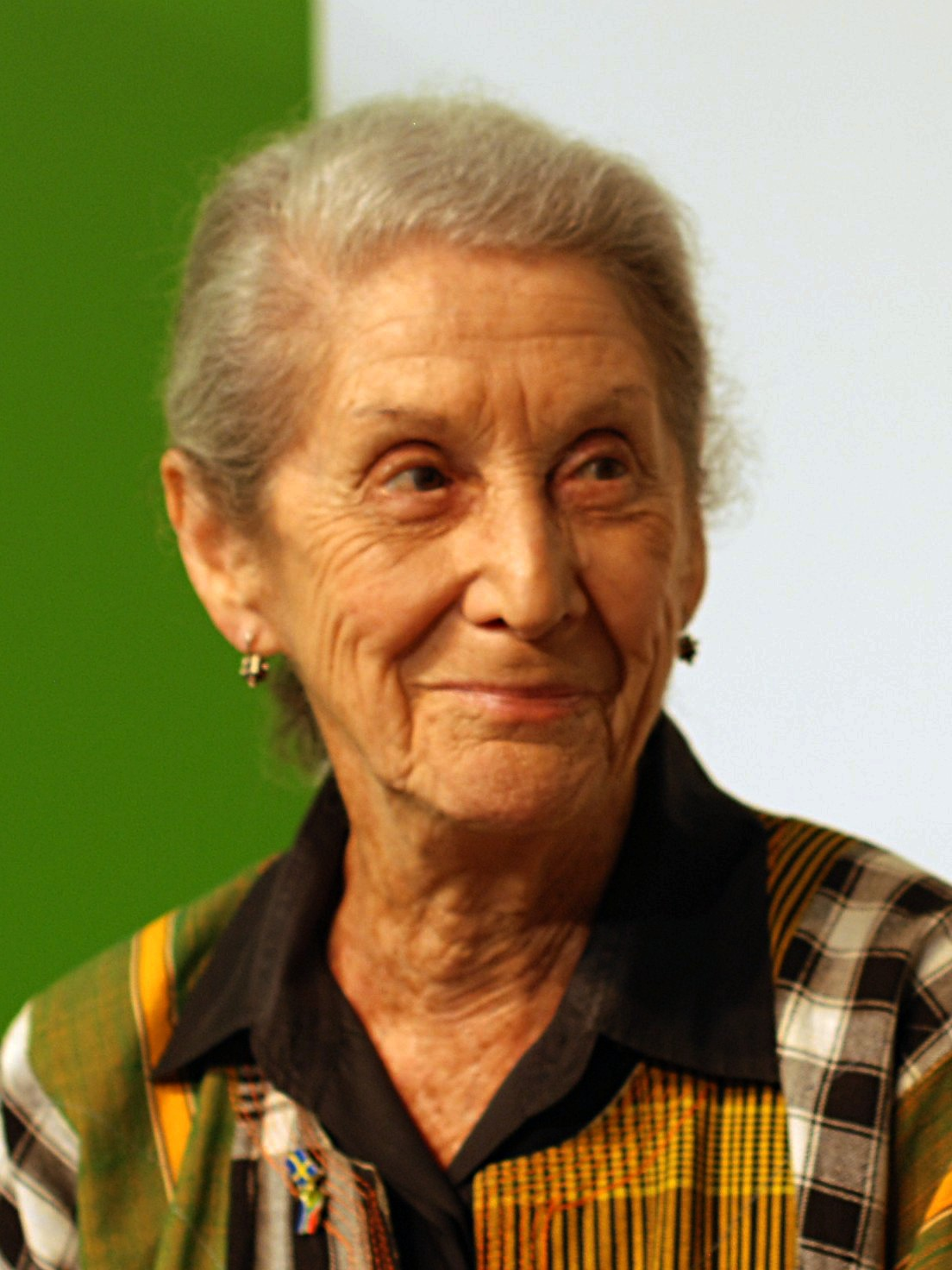
Надин Гордимер

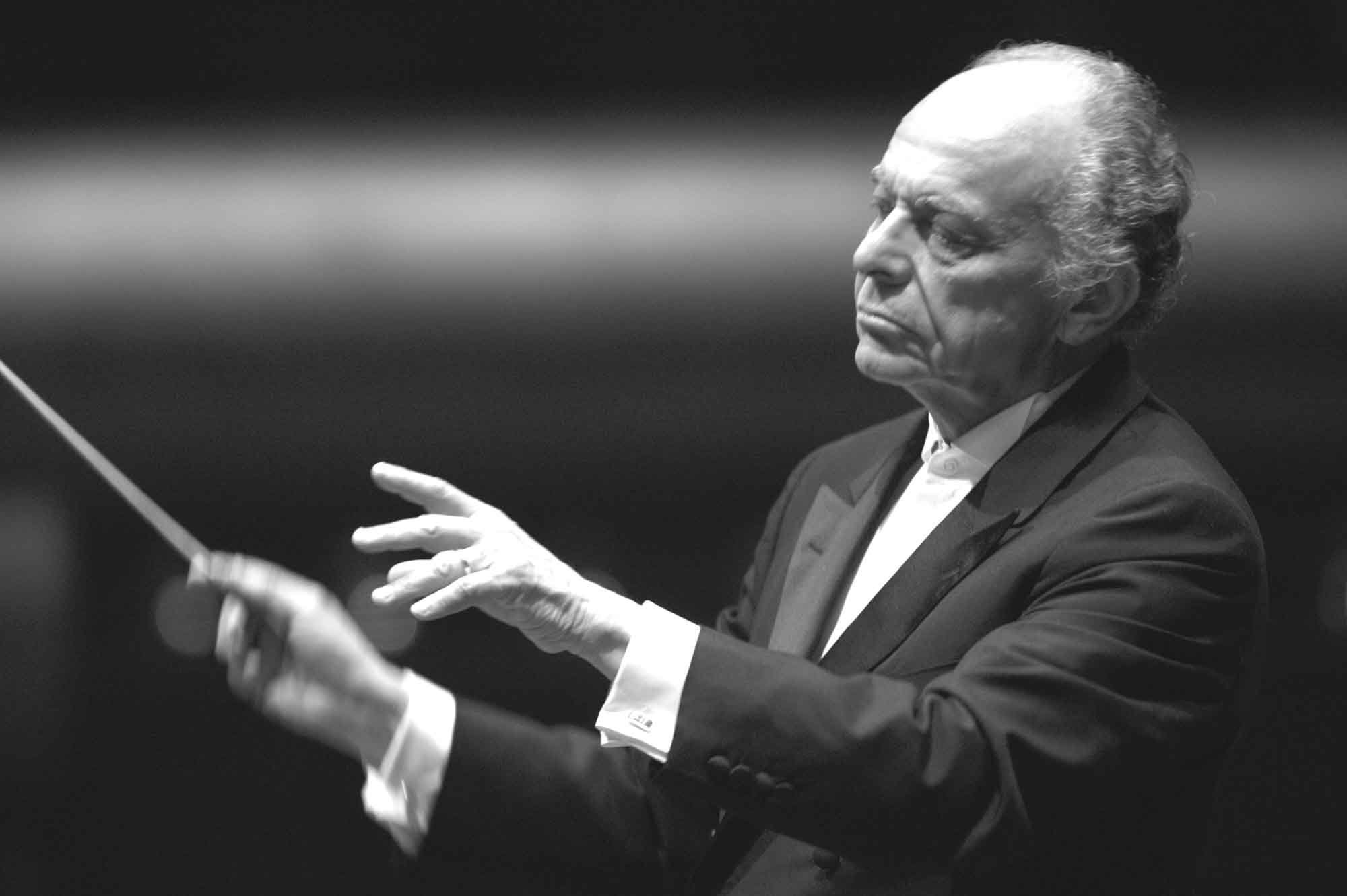
Лорин Маазель

- Аббасов, Аладдин Аслан оглы (92) — советский и азербайджанский актёр театра и кино, народный артист Азербайджанской ССР (1971)[159].
- Бергер, Томас (89) — американский писатель и сценарист («Маленький большой человек»)[160].
- Гордимер, Надин (90) — южноафриканская англоязычная писательница, лауреат Нобелевской премии по литературе 1991 года[161].
- Люг, Вернер (82) — западногерманский легкоатлет, бронзовый призёр летних Олимпийских игр в Хельсинки (1952)[162].
- Маазель, Лорин (84) — американский дирижёр, скрипач и композитор[163].
- Соколов, Артём Сергеевич (32) — российский и казахстанский хоккеист («Ермак», «Иртыш»); солнечный удар[164].
- Фосс, Герт (72) — немецкий актёр[165].

## 12 июля

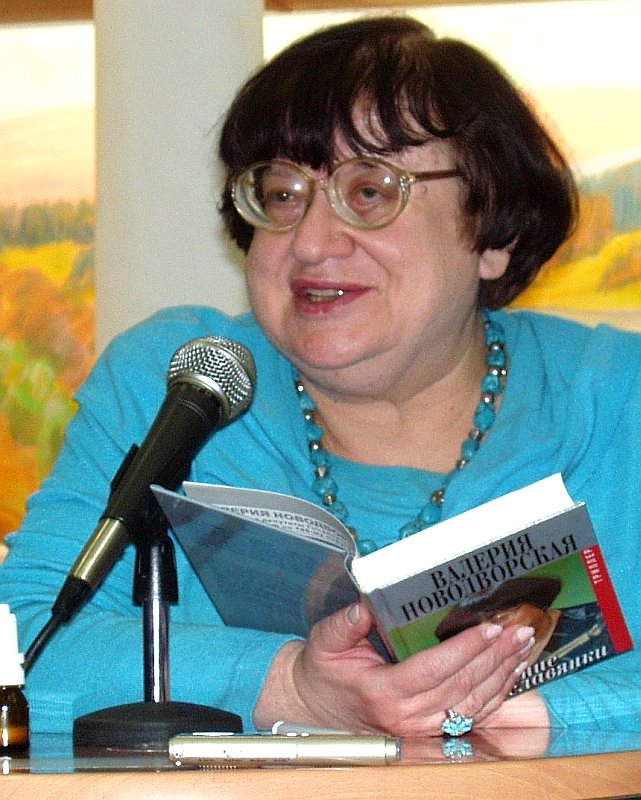
Валерия Новодворская

- Бобу, Эмиль (87) — румынский государственный деятель, министр внутренних дел (1973—1975), министр труда (1979—1981)[166]
- Новодворская, Валерия Ильинична (64) — российский политический и общественный деятель, советская диссидентка, сооснователь либеральной партии «Демократический союз»; флегмона левой стопы[167].
- Пермяков, Валентин Захарович (82) — советский и российский тренер по греко-римской борьбе, заслуженный тренер РСФСР[168].
- Почаева, Любовь Дмитриевна (73) — советская и российская актриса, артистка Иркутского театра юного зрителя им. А.Вампилова с 1966 года, заслуженная артистка России[169].
- Рыбакин, Андрей Викторович (24) — российский журналист, ведущий телеканалов «2x2» и «360° Подмосковье»; убийство[170].

## 11 июля

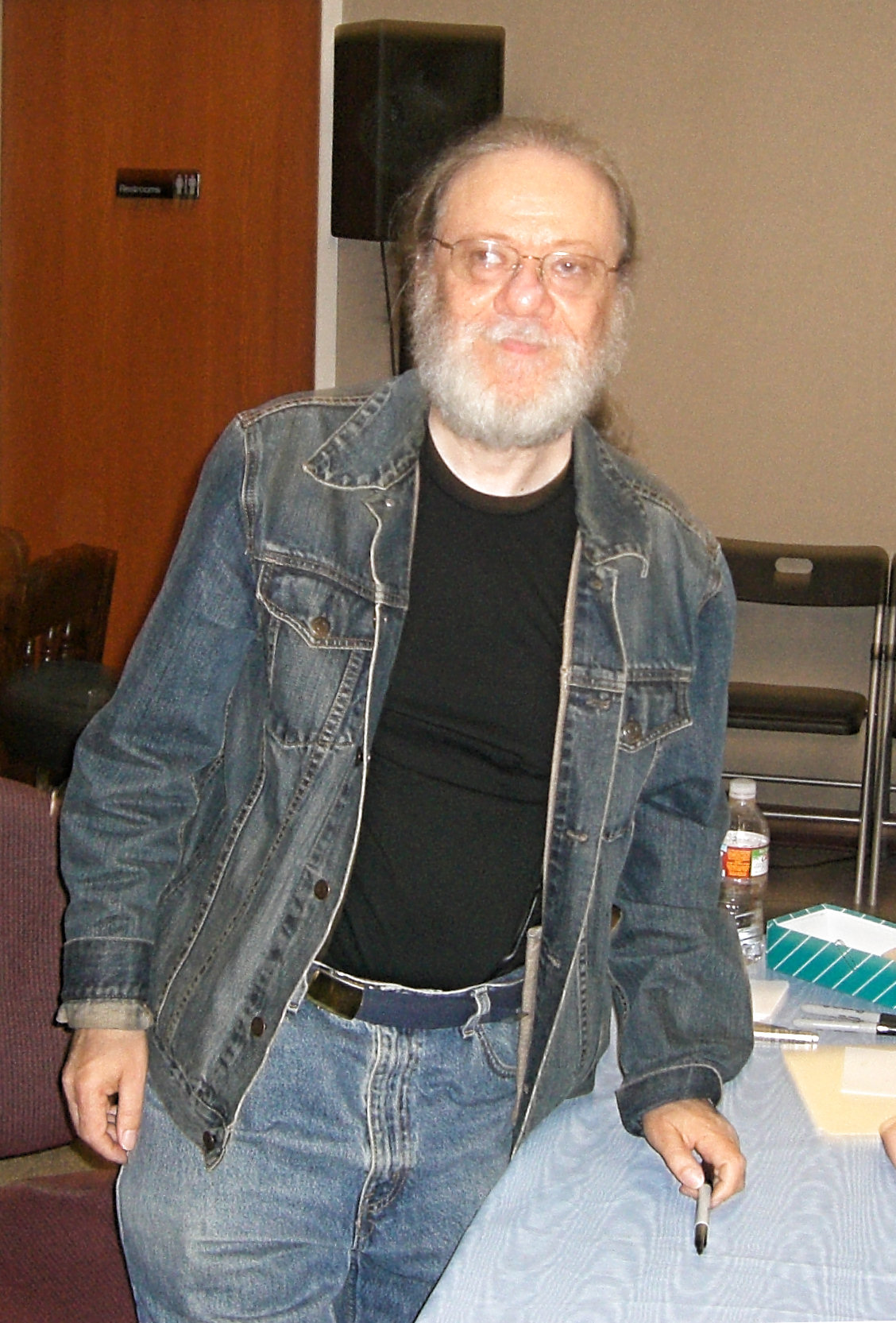
Томми Рамон

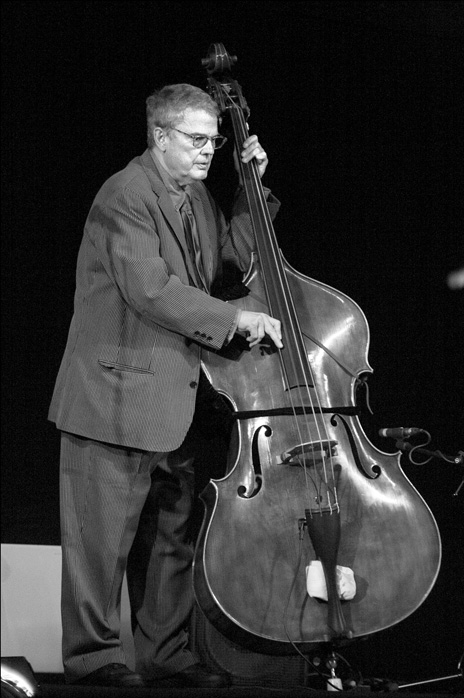
Чарли Хейден

- Габбасов, Энгельс Габбасович (77) — советский и казахстанский писатель, общественный деятель[171].
- Каумбаев, Тоганбай (92) — участник Великой Отечественной войны, командир отделения, сержант, Герой Советского Союза[172].
- Кук, Говард (98) — ямайский государственный деятель, генерал-губернатор Ямайки (1991—2006)[173].
- Макгилл, Билл (74) — американский профессиональный баскетболист[174].
- Маннхеймер, Карин (79) — шведская писательница[175].
- Томми Рамон (Тамаш Эрдейи) (65) — американский музыкант венгерского происхождения; барабанщик и продюсер рок-группы «Ramones»; рак желчных протоков[176].
- Сайгенталер, Джон (86) — американский журналист, писатель и политик[177].
- Хейден, Чарли (76) — американский контрабасист, джазовый музыкант и композитор, трёхратный лауреат премии «Грэмми»[178].

## 10 июля
- Бокщанин, Алексей Анатольевич (78) — советский и российский учёный-китаевед, главный научный сотрудник института Дальнего Востока РАН, доктор исторических наук[179].
- Золотарёв, Владислав Дмитриевич (76) — советский и российский поэт[180].
- Кавара, Он (81) — японский концептуальный художник, живший с 1965 года в Нью-Йорке[181].
- Казицкас, Юозас (96) — американский и литовский предприниматель и филантроп, один из богатейших людей Литвы[182].
- Сегал, Зохра (102) — индийская актриса[183].
- Сергий (Сигалас) (80) — епископ Элладской православной церкви, митрополит Гревенский, ипертим и экзарх всей Македонии[184].
- Хелленбройх, Хериберт (77) — западногерманский государственный деятель, президент Федеральной службы по защите конституции Германии (1983—1985)[185].

## 9 июля

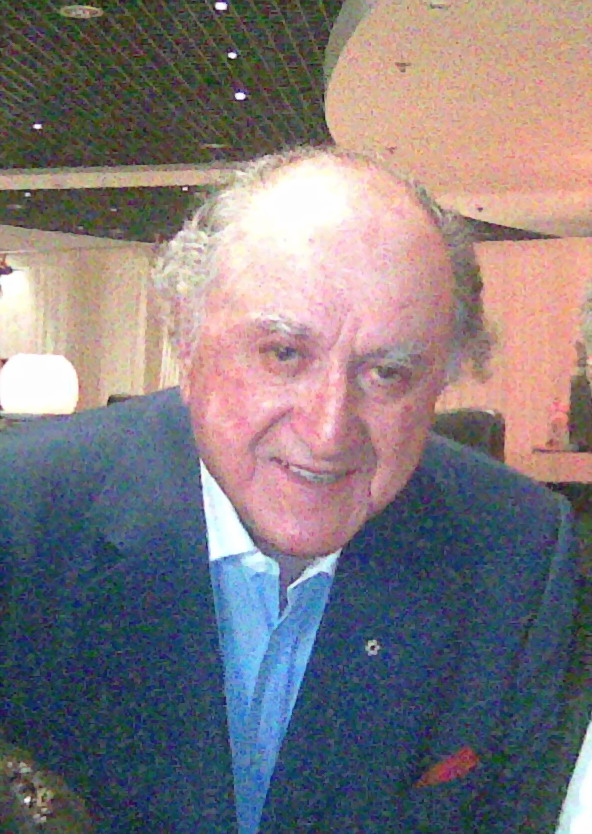
Давид Азриэли

- Азриэли, Давид Джошуа (92) — канадский и израильский архитектор, бизнесмен и филантроп[186].
- Бернад, Хулио (85) — испанский футболист («Реал Сарагоса»), защитник[187].
- Леонович, Владимир Николаевич (81) — советский русский поэт и переводчик[188].
- Менезис, Луис Алберту (63) — бразильский геолог, в честь которого назван минерал Менезезит (MENEZESITE)[189].
- Слободкин, Юрий Максимович (74) — российский юрист и общественный деятель, народный депутат РСФСР (1990—1993)[190].
- Торн, Кен (90) — британский композитор, лауреат премии «Оскар» (1967)[191].
- Форд, Эйлин (92) — американский модельер, основательница компании Ford Models[192].

## 8 июля
- Асатиани, Лиана Георгиевна (89) — советская и грузинская актриса, заслуженная артистка Грузинской ССР (1961)[193].
- Валентинов, Валентин Фёдорович (77) — советский и российский спортивный диктор, комментатор стадиона «Лужники» (1973—2010), заслуженный работник культуры Российской Федерации (1995)[194].
- Курочкин, Константин Яковлевич (90) — советский военачальник, первый заместитель начальника управления кадров Министерства обороны СССР (1985—1991), генерал-полковник в отставке[195].
- Мартинес, Фред (60) — белизский политик и дипломат, министр торговли (1997—1998)[196].
- Сайлер, Говард (69) — американский бобслеист, бронзовый призёр чемпионата мира (1969)[197].
- Эванс, Джон Виктор (89) — американский политический деятель, 27-й губернатор штата Айдахо (1977—1987)[198].

## 7 июля

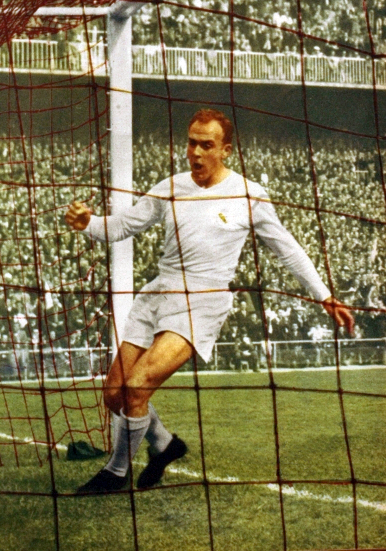
Альфредо ди Стефано

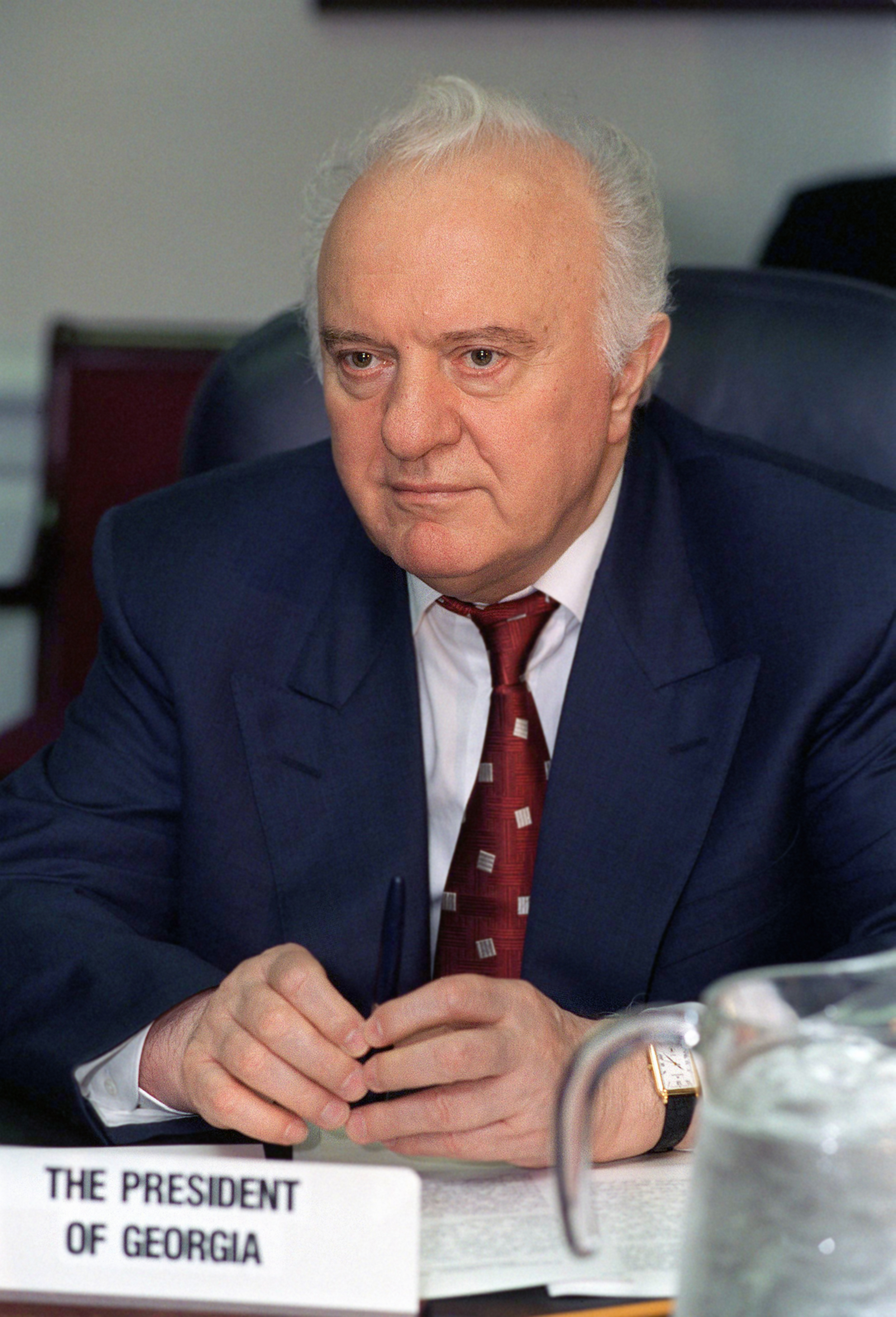
Эдуард Шеварднадзе

- Андервуд, Питер (76) — австралийский политик, 27-й губернатор Тасмании[199].
- Атоян, Рафаэль Гегамович (83) — советский и американский художник; заслуженный художник Армянской ССР[200].
- Габика, Франсиско (76) — испанский велогонщик, победитель Вуэльты (1966)[201].
- Готев, Горан (79) — болгарский журналист и политолог[202].
- Ди Стефано, Альфредо (88) — аргентинский и испанский футболист, нападающий[203].
- Джонс, Дик[англ.] (87) — американский актёр («Пиноккио»)[204].
- Иванова, Тамара Сергеевна (63) — советский и российский журналист, политический обозреватель агентства ИТАР-ТАСС (с 1969 года)[205].
- Киселинчев, Чавдар (74) — болгарский журналист, политический обозреватель болгарского радио[202].
- Лебедев, Павел Фёдорович (87) — советский и российский писатель[206].
- Нарожиленко, Николай Николаевич (59) — заслуженный тренер России по лёгкой атлетике[207].
- Росс, Дональд (91) — южноафриканский кардиохирург, первый в мире выполнивший протезирование аортального и митрального клапанов лёгочным аутографтом[208].
- Тодорович, Бора (83) — сербский актёр[209].
- Хаасе, Бертиль (91) — шведский пятиборец, серебряный призёр зимних Олимпийских игр в Санкт-Морице (1948)[210].
- Цапок, Сергей Викторович (38) — российский гражданин, осуждённый к пожизненному заключению за организацию массовых убийств в Кущёвском районе Краснодарского края; лидер кущёвской преступной группировки; сердечная недостаточность[211].
- Чон Бен Хо (88) — северокорейский военачальник, генерал армии, дважды Герой КНДР и Герой труда КНДР, один из создателей ядерной программы КНДР[212].
- Шеварднадзе, Эдуард Амвросиевич (86) — советский и грузинский государственный и политический деятель, президент Грузии (1995—2003), первый секретарь ЦК КП Грузии (1972—1985), министр иностранных дел СССР (1985—1990), член Политбюро ЦК КПСС (1985—1990), Герой Социалистического Труда (1981)[213].

## 6 июля
- Ассис да Силва, Бенедито (61) — бразильский футболист, чемпион Бразилии (1984) в составе «Флуминенсе»[214].
- Кондратюк, Нестор Павлович (77) — советский и украинский артист театра и кино, народный артист Украинской ССР (1981)[215].
- Леджено, Дейв (50) — британский киноактер (тело найдено 11 июля); тепловой удар[216].
- Пуур, Хельми Александровна (80) — советская и эстонская артистка балета, народная артистка Эстонской ССР[217].
- Сафуан Алибай (73) — советский и российский башкирский поэт, переводчик, драматург, прозаик, журналист, лауреат международного Почётного диплома ЮНЕСКО им. Х. К. Андерсена (1996)[218].

## 5 июля

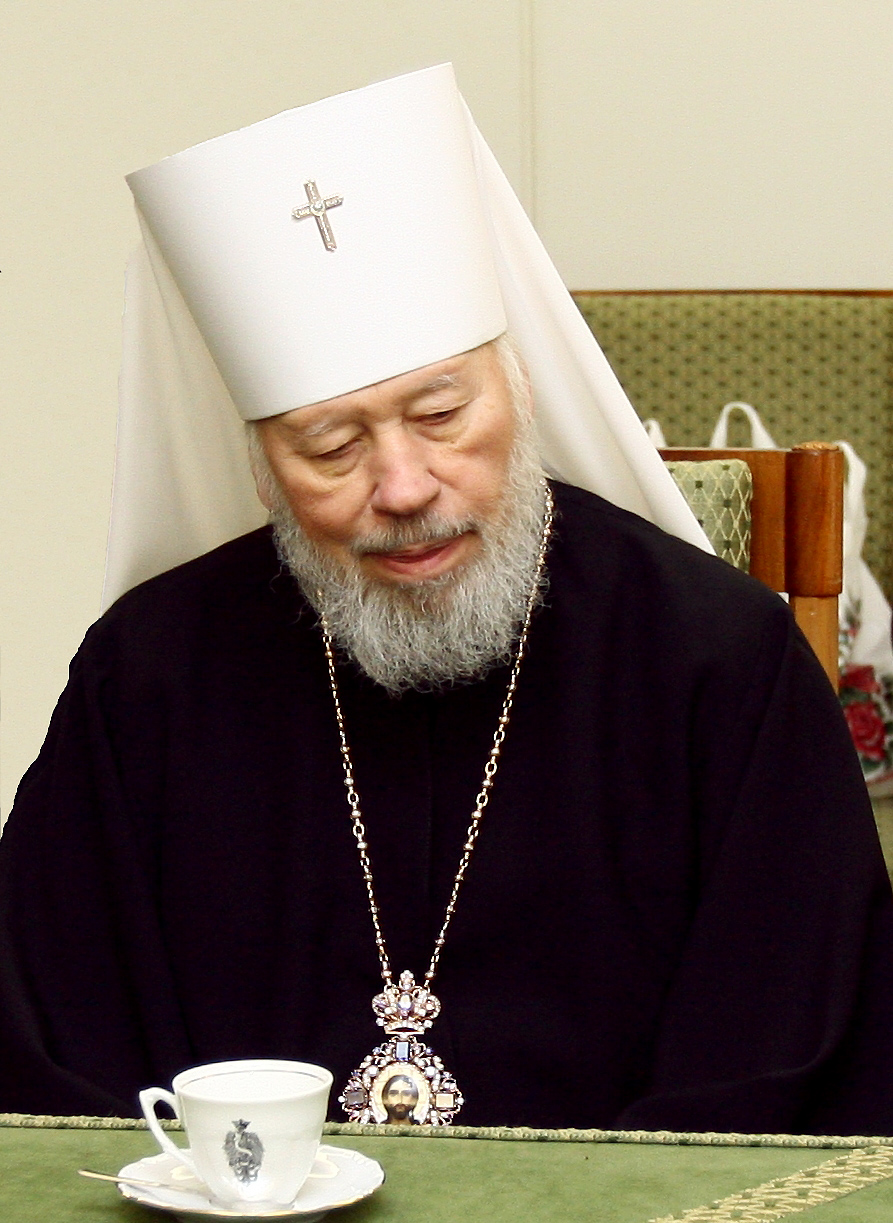
Владимир (Сабодан)

- Ахеджак, Георгий Хаджимусович (81) — заслуженный тренер СССР по прыжкам на батуте[219].
- Бурчик, Стефан[пол.] (89) — польский актёр театра и кино[220].
- Владимир (Сабодан) (78) — украинский религиозный деятель, предстоятель Украинской Православной Церкви, Герой Украины (2011); рак[221].
- Гордон, Элеонор (80) — британская пловчиха, бронзовый призёр летних Олимпийских игр в Хельсинки (1952) на дистанции 200 метров брассом[222].
- Джинджерард, Роберт (81) — американский баскетболист, чемпион летних Олимпийских игр в Мельбурне (1956)[223].
- Мерфи, Розмари (89) — американская актриса театра, кино и телевидения[224].
- Неёлов, Евгений Михайлович (65) — российский учёный-литературовед, доктор филологических наук, профессор Петрозаводского государственного университета, Заслуженный деятель науки Республики Карелия, Почетный работник высшего профессионального образования России[225].
- Уокер, Артур (79) — американский офицер, агент внешней разведки СССР, брат Джона Уокера, умер в тюрьме[226].
- Худый-Ходоров, Борис Израилевич (92) — советский и российский физиолог.
- Шаповалова (Комиссарова), Майя Владимировна (51) — российская писательница, киносценарист[227].

## 4 июля

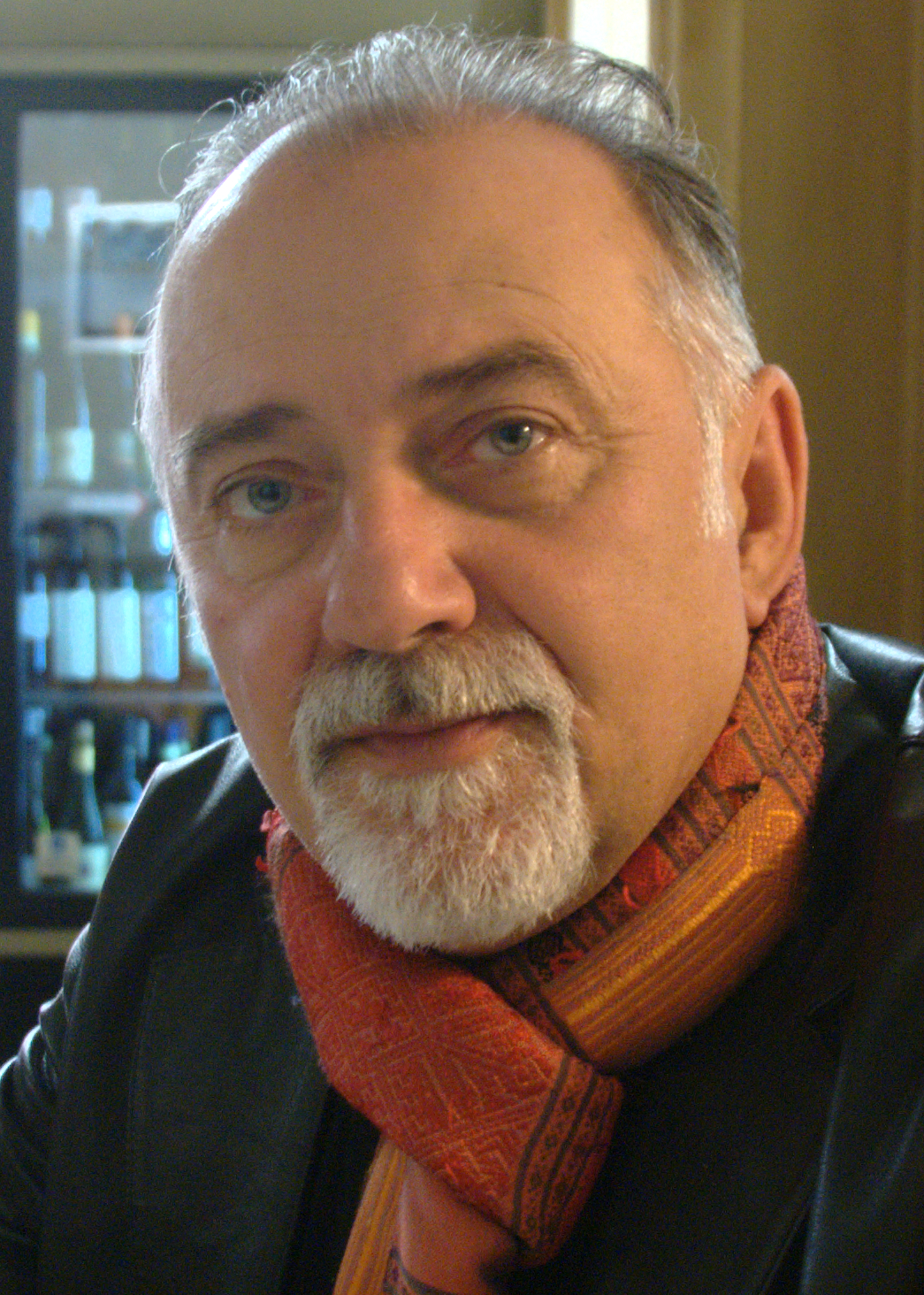
Джорджо Фалетти

- Бридайтис, Викторас Викторович (49) — советский литовский футболист[228].
- Диментман, Борис Соломонович (84) — советский и российский искусствовед, педагог, ответственный секретарь Союза композиторов СССР (1987—1991), биограф композитора Дмитрия Кабалевского[229].
- Мур, Джордж Бисслэнд (95) — американский пятиборец, серебряный призёр летних Олимпийских игр в Лондоне (1948)[230] Архивная копия от 24 января 2012 на Wayback Machine.
- Петренко, Олег Борисович (49) — российский художник, основатель концептуалистской группы «Перцы»[231].
- Пошкус, Болюс Игнович (84) — российский экономист, специалист в области сельскохозяйственного производства, академик РАСХН (1985), академик РАН (2013)[232].
- Саакян, Георгий Маркарович (88) — советский и российский актёр[233]
- Меллон Скейф, Ричард (82) — американский миллиардер, основатель компании Mellon & Sons[234].
- Фалетти, Джорджо (63) — итальянский актёр и писатель[235].
- Хаугер, Туриль Торстад (70) — норвежская детская писательница[236].

## 3 июля
- Атабекова, Антонина Степановна (91) — советская и российская журналистка, заслуженный работник культуры РСФСР, председатель совета ветеранов Союза журналистов Владимирской области[237].
- Васильев, Анатолий Александрович (69) — советский футболист, игрок минского «Динамо» (1966—1973)[238].
- Гогитидзе, Виктор Юрьевич (61) — российский дипломат, Чрезвычайный и Полномочный Посол в Сирийской Арабской Республике (1994—1999)[239].
- Герасимов, Владимир Терентьевич (78) — советский лётчик-испытатель, заместитель начальника ГосНИИ ГА по лётным испытаниям[240].
- Гордиенко, Владимир Гаврилович (79) — советский лётчик-испытатель, Герой Советского Союза (1971)[241].
- Гросс, Фолькмар (68) — западногерманский футболист, выступавший на позиции голкипера[242].
- Лапшин, Борис Александрович (93) — советский военный инженер-механик, начальник Технического управления Балтийского флота (1968—1975), начальник Высшего военно-морского инженерного училище им. В. И. Ленина (1975—1983), участник Великой Отечественной войны, вице-адмирал[243].
- Лихобабин, Владимир Алексеевич (65) — советский и российский юрист и общественный деятель, ректор Хабаровской государственной академии экономики и права (1996—2011), кандидат философских наук, профессор; инсульт[244].
- Рубанов, Владимир Александрович (67) — советский и российский режиссёр театра и кино, главный режиссёр Омского театра для детей и молодёжи (1986—1998), Свердловского академического театра драмы (2004—2009), заслуженный деятель искусств Российской Федерации (1993)[245].
- Туулик, Юри (74) — эстонский писатель[246].
- Шахтер-Шаломи, Залман (89) — американский раввин и писатель[247].

## 2 июля

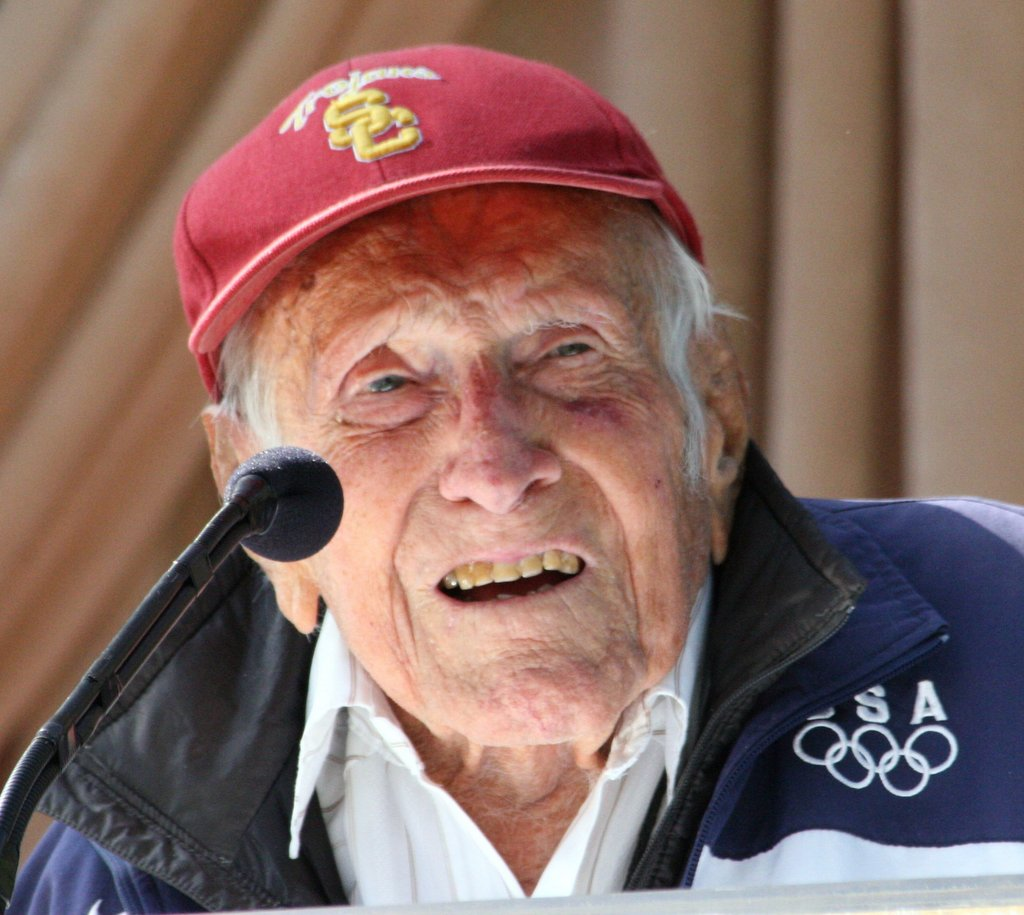
Луи Замперини

- Альварес Монтальван, Эмилио (94) — никарагуанский государственный деятель, министр иностранных дел Никарагуа (1997—1998)[248].
- Браун, Чад (52) — американский профессиональный игрок в покер и актёр[249].
- Джунайдуллаев, Шавкат Хамидуллаевич (73) — советский и узбекский кинорежиссёр и сценарист, заслуженный работник культуры Узбекистана (2007)[250].
- Замперини, Луи (97) — американский легкоатлет, участник летних Олимпийских игр в Берлине (1936), участник Второй мировой войны[251].
- Ларченков, Валерий Васильевич (74) — заслуженный тренер РСФСР по легкой атлетике[252].
- Кардона, Мануэль (79) — испанский физик[253].
- Кун, Гарольд (88) — американский математик, один из создателей условий Каруша — Куна — Таккера и венгерского алгоритма (алгоритма Куна — Манкреса)[254].
- Левчиньский, Ежи (90) — польский фотограф, ввёл термин «археология фотографии»[255].
- Панов, Виктор Петрович (73) — советский и российский химик, доктор технических наук, ректор Северо-Западного заочного политехнического института (1984—1989), заслуженный работник высшей школы Российской Федерации (2003)[256].
- Пантелеимон (Безенитис) (76) — бывший епископ Элладской православной церкви, митрополит Аттикийский (1994—2005)[257].
- Сауль, Петер Вольдемарович (82) — советский и эстонский пианист, аранжировщик и дирижёр, народный артист СССР (1982)[258].
- Финлэй, Мервин (89) — австралийский гребец, бронзовый призёр летних Олимпийских игр в Хельсинки (1952)[259].
- Юрков, Александр Николаевич (79) — советский и российский художник[260].
- Якобсон, Григорий Семёнович (84) — советский и российский учёный в области медицины, академик РАН[261].

## 1 июля

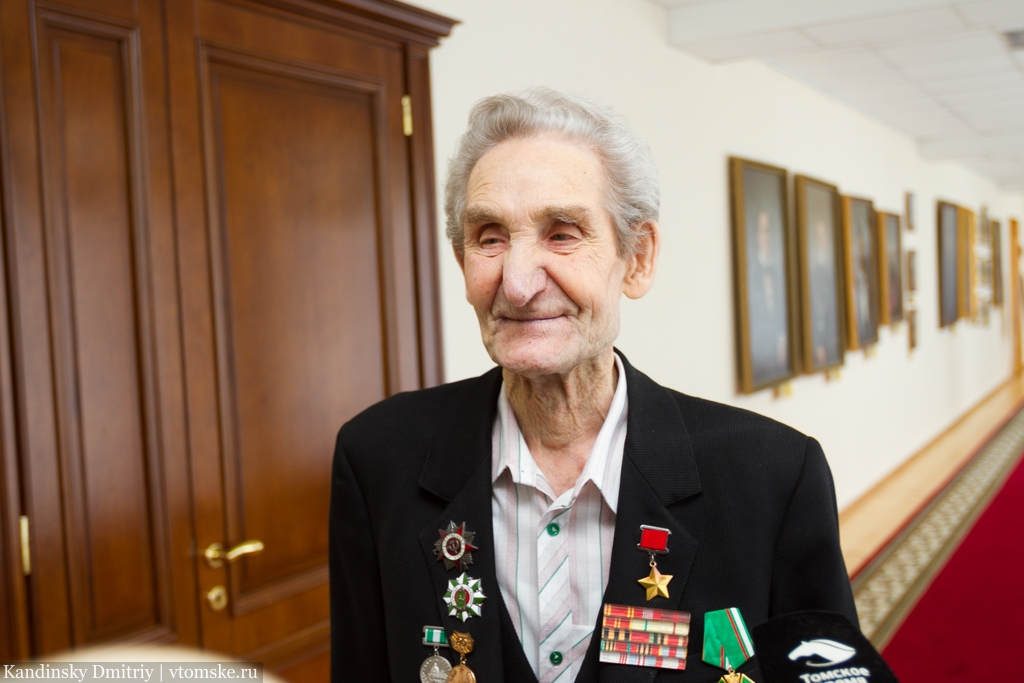
Геннадий Ворошилов

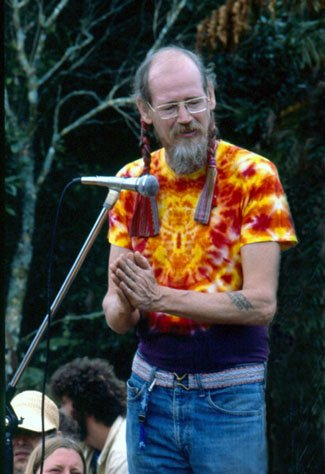
Стефан Гаскин

- Бороздин, Владислав Михайлович (70) — советский и российский фотохудожник, председатель Пермского отделения Союза фотохудожников России (с 1991 года)[262][263].
- Воинова, Валентина Ивановна (76) — советская и грузинская актриса Тбилисского русского драматического театра им. А. С. Грибоедова, заслуженная артистка Грузинской ССР[264].
- Ворошилов, Геннадий Николаевич (90) — участник Великой Отечественной войны, Герой Советского Союза (1945)[265].
- Гаскин, Стефан (79) — американский общественный деятель, икона хиппи, первый лауреат Премии «За правильный образ жизни» (1980)[266].
- Грингласс, Дэвид (92) — агент советской разведки, брат Этель Розенберг, фигурант по «делу Розенбергов»[267].
- Гусев, Владимир Алексеевич (86) — советский государственный деятель, председатель исполкома Киевского городского совета депутатов (1968—1979)[268].
- Дикку, Умару (79) — нигерийский политик, министр транспорта (1979—1983)[269].
- Зайцев, Михаил Фёдорович (65) — советский и российский поэт, лауреат всесоюзных и всероссийских литературных премий[270].
- Корнуков, Анатолий Михайлович (72) — советский и российский военный деятель, Главнокомандующий ВВС Российской Федерации (1998—2002), генерал армии[271].
- Майерс, Уолтер Дин (76) — американский писатель[272].
- Метляев, Василий Кириллович (90) — советский партийный деятель, первый секретарь Бериславского райкома Компартии Украины, Герой Социалистического Труда (1977)[273].
- Петров, Анатолий Васильевич (84) — советский спортсмен (прыжки с шестом) и тренер, участник летних Олимпийских игр в Мельбурне (1956), мастер спорта СССР по лёгкой атлетике[274].
- Сташков, Александр Михайлович (89) — русский и украинский учёный-медик, физиолог и биолог; доктор биологических наук, профессор; действительный член Международной академии информатизации.
- Рафаэль, Тибор (44) — словацкий боксёр, бронзовый призёр чемпионата мира (1993), серебряный призёр чемпионата Европы (1993)[275].
- Уэдраого, Жерар Канго (88) — государственный деятель Верхней Вольты, премьер-министр (1971—1974)[276].